# Thánh Anna
Anna, thuộc dòng dõi vua David, là mẹ của Maria và bà ngoại của chúa Giêsu theo các ngụy thư Kitô giáo và Hồi giáo truyền thống. Mẹ của Maria không có tên trong các sách phúc âm kinh điển, nhưng được đề cập là con gái của Faqud trong kinh Koran. Trong các văn bản, tên của Anna và chồng bà Gioakim chỉ xuất hiện trong ngụy kinh Tân Ước, trong đó Ngụy thư Giacôbê (có lẽ viết khoảng năm 150) là tác phẩm đầu tiên đề cập đến họ.

## Giáo hội truyền thống
Câu chuyện mang nét tương đồng với sự ra đời của Samuel, có mẹ là Hannah (tiếng Hebrew: חַנָּה Ḥannāh "ân huệ, ân sủng"; từ nguyên giống như Anna), một phụ nữ hiếm muộn. Mặc dù Anna nhận được rất ít sự chú ý trong Giáo hội Latinh trước khi đến cuối thế kỷ 12, sự thờ phụng bà trong Kitô giáo Đông phương xảy ra ngay từ thế kỷ thứ 6. Ở Chính thống giáo Đông phương và Công giáo Đông phương, bà được tôn kính như Hannah. Trong Chính thống giáo truyền thống, Hannah được gán cho danh hiệu Forebear of God (tạm dịch: Tổ tiên của Thiên Chúa), lễ sinh nhật của Maria và lễ Đức Mẹ dâng mình là hai trong mười hai Lễ lớn của Chính thống giáo Đông phương. Phái Kháng Cách, một tổ chức mà Martin Luther đã chọn để bước vào đời sống tôn giáo như một tu sĩ Augustine sau khi khóc với Thánh Anna lúc gặp nguy hiểm bởi sấm sét.

## Trong Hồi giáo
Anna (Tiếng Ả Rập: حنة Ḥannah) cũng được tôn kính trong Hồi giáo, được công nhận là người phụ nữ thiêng liêng và là mẹ của Maria. Kinh Koran mô tả cô là con gái của Faqud, người vẫn không có con khi về già. Một ngày, dưới bóng râm của một cái cây, Hannah nhìn thấy một con chim đang nuôi con non, điều này đã đánh thức mong muốn có con của cô. Cô cầu nguyện để có một đứa trẻ và cuối cùng thụ thai; chồng cô, Imran, chết trước khi những đứa trẻ được sinh ra. Mong đợi đứa trẻ là con trai, Hannah thề sẽ cho cậu độc thân và phục vụ trong ngôi đền thứ hai.

Tuy nhiên, Hannah sinh một đứa con gái, và cô ấy tên là Maria. Lời nói của Hannah khi sinh ra Maria phản ánh một điều huyền bí, cho thấy rằng trong khi cô muốn có một đứa con trai, thì cô con gái này là món quà của Thiên Chúa dành cho cô:
Nhưng khi nàng sanh xong, nàng bảo: "Lạy Chúa, tôi đã sanh ra một bé gái - nhưng chuyện sanh nở thế nào, Ngài là Đấng biết rõ nhất; Đứa con trai mà nàng ao ước không giống như đứa con gái mà nàng đã sanh - tôi đã đặt tên nó là Maria. Tôi xin Ngài gia hộ cho nó và cả con cháu của nó để khỏi bị quỷ Sa-tăng ám hại." Qur'an 3:37

## Niềm tin

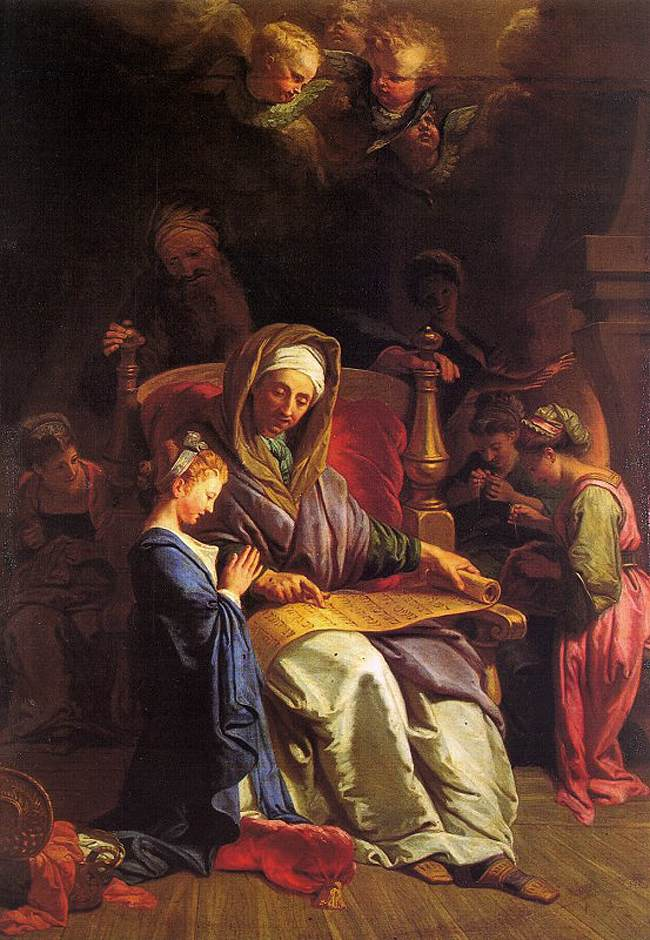
Bức tranh The Education of the Virgin (Tạm dịch: Thánh Anna giáo dục Đức Mẹ) của Jean-Baptiste Jouvenet

Mặc dù các cuốn sách kinh điển của Tân Ước không đề cập đến mẹ của Maria, nhưng truyền thống về gia đình Maria hay thời thơ ấu, giáo dục, và lễ đính hôn với Giuse phát triển rất sớm trong lịch sử nhà thờ. Nguồn lâu đời và có ảnh hưởng nhất cho những điều này là ngụy thư Giacôbê, lần đầu tiên được viết bằng tiếng Hy Lạp khoảng giữa thế kỷ thứ hai. Ở phương Tây, ngụy thư Giacôbê đã bị nghi ngờ trong thế kỷ 4 và 5, khi nó bị Giêrônimô cáo buộc là "vô lý" và bị Giáo hoàng Đamasô I, Giáo hoàng Innôcentê I, và Giáo hoàng Gêlasiô I lên án là không đáng tin cậy.
Niềm tin cổ xưa, được chứng thực bởi một bài giảng của Gioan thành Damascus, rằng Anne đã từng kết hôn một lần. Ở cuối thời Trung cổ, huyền thoại cho rằng Anna đã kết hôn ba lần, đầu tiên là Gioakim, sau đó đến Clopas và cuối cùng là người đàn ông tên là Solomas và mỗi cuộc hôn nhân đều sinh ra một cô con gái: Maria, mẹ của chúa Giêsu, Maria Clopas, và Maria Salomæ, theo thứ tự tương ứng. Em gái của Anna là Sobe, là mẹ của Elizabeth và bà ngoại của Gioan Baotixita.
Tương tự, trong thế kỷ thứ 4 và sau này trong thế kỷ 15, một niềm tin phát sinh rằng Anna sinh ra Maria bằng cách sinh trinh nữ, giữ gìn cơ thể và linh hồn của Anna nguyên vẹn, khác với học thuyết thụ thai tinh khiết mà giữ gìn cơ thể và linh hồn của Maria nguyên vẹn và vô tội từ giây phút đầu tiên của sự tồn tại. Các tín đồ thế kỷ 16, trong đó có nhà thần bí Giáo hội Luther Valentin Weigel, tuyên bố Anna hình thành Maria bởi sức mạnh của Thánh linh chứ không phải cách thông thường qua quan hệ vợ chồng. Niềm tin này được xem như là sai lầm của Giáo hội Công giáo vào năm 1677. Trong thế kỷ 15, giáo sĩ Công giáo Johann Eck nói đến trong một bài giảng rằng cha mẹ của Thánh Anna được đặt tên là Stollanus và Emerentia. Bách khoa toàn thư Công giáo (Catholic Encyclopedia, 1907) coi phả hệ này là giả mạo.

## Tôn kính

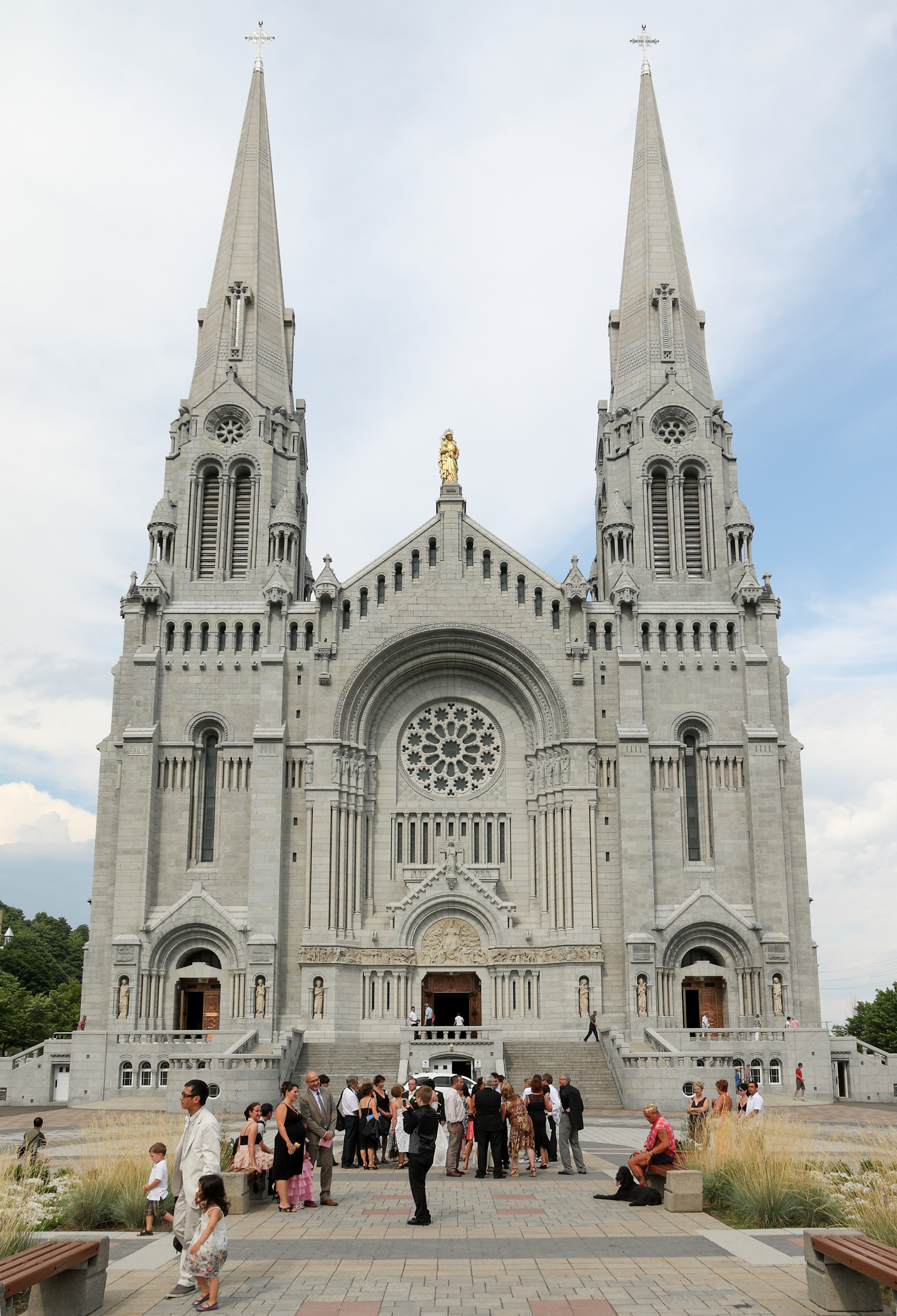
Nhà thờ Sainte-Anne de Beaupré, Quebec, Canada

Trong nhà thờ Đông phương, việc thờ phụng thánh Anna bắt đầu từ khoảng năm 550, khi Justinian xây dựng một nhà thờ ở Constantinople để vinh danh bà. Dấu hiệu sớm nhất của sự tôn kính Anna ở phương Tây là một bức bích họa thế kỷ thứ 8 trong nhà thờ Santa Maria Antiqua, Rome.
Virginia Nixon nhìn thấy một sự khích lệ kinh tế trong việc quảng bá địa phương với sự thờ phụng Thánh Anna để thu hút những người hành hương. Việc xác định Sepphoris là nơi sinh của Maria là một sự cạnh tranh với một địa điểm tương tự ở Jerusalem. Một ngôi đền ở Douai, miền bắc nước Pháp, là một trong những trung tâm đầu tiên của lòng sùng mộ Thánh Anna ở phương Tây.
Hai ngôi đền nổi tiếng thờ Thánh Anna là Sainte-Anne-d'Auray ở Brittany, Pháp, và Sainte-Anne de Beaupré gần thành phố Québec, Canada. Số lượng khách đến nhà thờ St.Anne de Beaupré là lớn nhất vào Lễ kính Thánh Anna 26 tháng 7 và chủ nhật trước Lễ sinh nhật của Đức mẹ Maria, 8 tháng 9. Năm 1892, Giáo hoàng Leo XIII gửi một di tích của Thánh Anna đến nhà thờ này.
Trong ngôn ngữ Malta, thiên hà được gọi là It-Triq ta' Sant' Anna, nghĩa là "Con đường của Thánh Anna".
Ở Đế quốc Nga, Huân chương Thánh Anna là một trong những huân chương cao quý nhất của nhà nước.

### Thánh tích
Thánh tích của Mẹ Anna được cho là đưa từ được đưa từ Đất Thánh đến Constantinople vào năm 710 và đã được lưu giữ tại Nhà thờ Thánh Sophia vào cuối năm 1333. Trong thế kỷ 12 và 13, những hiệp sĩ thập tự chinh trở về hay khách hành hương đến từ phương Đông mang thánh tích của thánh Anna đến một số nhà thờ, trong đó có những nhà thờ nổi tiếng nhất là tại Apt, Provence, Ghent và Chartres. Các di vật của Thánh Anna được bảo quản và tôn kính theo truyền thống trong nhiều nhà thờ và tu viện mang tên thánh nhân,ví dụ ở Áo, Canada, Đức, Ý và ở Hy Lạp trong núi Athos và thành phố Katerini.
Düren, Đức trở thành địa điểm hành hương chính của giáo dân sùng mộ Thánh Anna kể từ năm 1506, khi Giáo hoàng Giuliô II quyết định rằng thánh tích của thánh Anna nên được giữ ở đó.